# Gianfranco De Angelis
Gianfranco De Angelis (Roma, 6 marzo 1953) è un cantante e attore italiano.

## Biografia
Ha debuttato nel cinema nel 1972 in I familiari delle vittime non saranno avvertiti. In televisione è comparso in due episodi della serie televisiva di genere poliziesco del 1973 Qui squadra mobile, prodotta dalla RAI. Nel 1975 ha preso parte allo sceneggiato televisivo 'Ritratto di donna velata. Nel 1976 è tornato al cinema in Oh, mia bella matrigna, il cui cast comprendeva anche Sabina Ciuffini e Gloria Piedimonte.
Nel 1972 partecipa alla quinta puntata de I demoni (nel ruolo del luogotenente Erkel) lavorando al fianco di Glauco Mauri e Luigi Vannucchi. Lo sceneggiato è stato prodotto dalla Rai - Radiotelevisione Italiana e da C.F.S. Kosutnjak, per la regia di Sandro Bolchi; il soggetto si basava sull'omonimo romanzo di Fëdor Dostoevskij. 
Nel 1977 è passato al mondo della canzone incidendo il brano Stai con me, sigla di una trasmissione di Radio Monte Carlo. Nel medesimo periodo ha interpretato numerosi fotoromanzi, ad alcuni dei quali partecipa anche l'allora ancora semi sconosciuta Barbara De Rossi. Nel 1980 De Angelis ha partecipato al Festival di Sanremo con E pensare che una volta non era così con la casa discografica RCA.
Nel 1993, De Angelis è tornato al cinema con il film C'è Kim Novak al telefono, girato a fianco di Jacques Perrin, Anna Falchi e Sylva Koscina. Nel 1998 ha partecipato al quinto episodio (dal titolo Un grande poliziotto) della serie televisiva Il mastino, diretta da Ugo Fabrizio Giordani e Francesco Laudadio; L’episodio è andato in onda su Rai 2 l'11 febbraio 1998.
Nel 2014 ritorna al cinema con Presto farà giorno, un film italiano scritto e diretto da Giuseppe Ferlito.
Uno degli ultimi suoi lavori televisivi (2020) che viene spesso riproposto in occasione di ricorrenze. "20 settembre 1870 - La battaglia per Roma". (Rai Storia) dove Gianfranco De Angelis ricopre il ruolo di Pio IX. Successivamente, nel 2022,  ha condotto per Alma Tv "Tutti in sella", una serie di puntate (8) dedicata alla scoperta delle bellezze della regione Marche attraversando diverse località a cavallo con soste presso agriturismi locali descrivendone le tipicità dei prodotti.

## Discografia parziale

### Singoli
- 1977 Stai con me
- 1980 E pensare... che una volta non era così/Solo per un po' (RCA, PB 6417)
- 1981 Sento/Donna bambina (RCA)

## Filmografia
- I familiari delle vittime non saranno avvertiti (1972)
- La principessa sul pisello, regia di Piero Regnoli (1973)
- Qui squadra mobile (1973, due episodi)
- La moglie vergine (1975)
- Ritratto di donna velata, regia di Flaminio Bollini (1975) sceneggiato
- Oh, mia bella matrigna (1976)
- La piovra 5 - Il cuore del problema (1990, tv)
- C'è Kim Novak al telefono (1993)
- "Presto farà giorno" (2014) scritto e diretto da Giuseppe Ferlito.